# Runenstein von Släbro

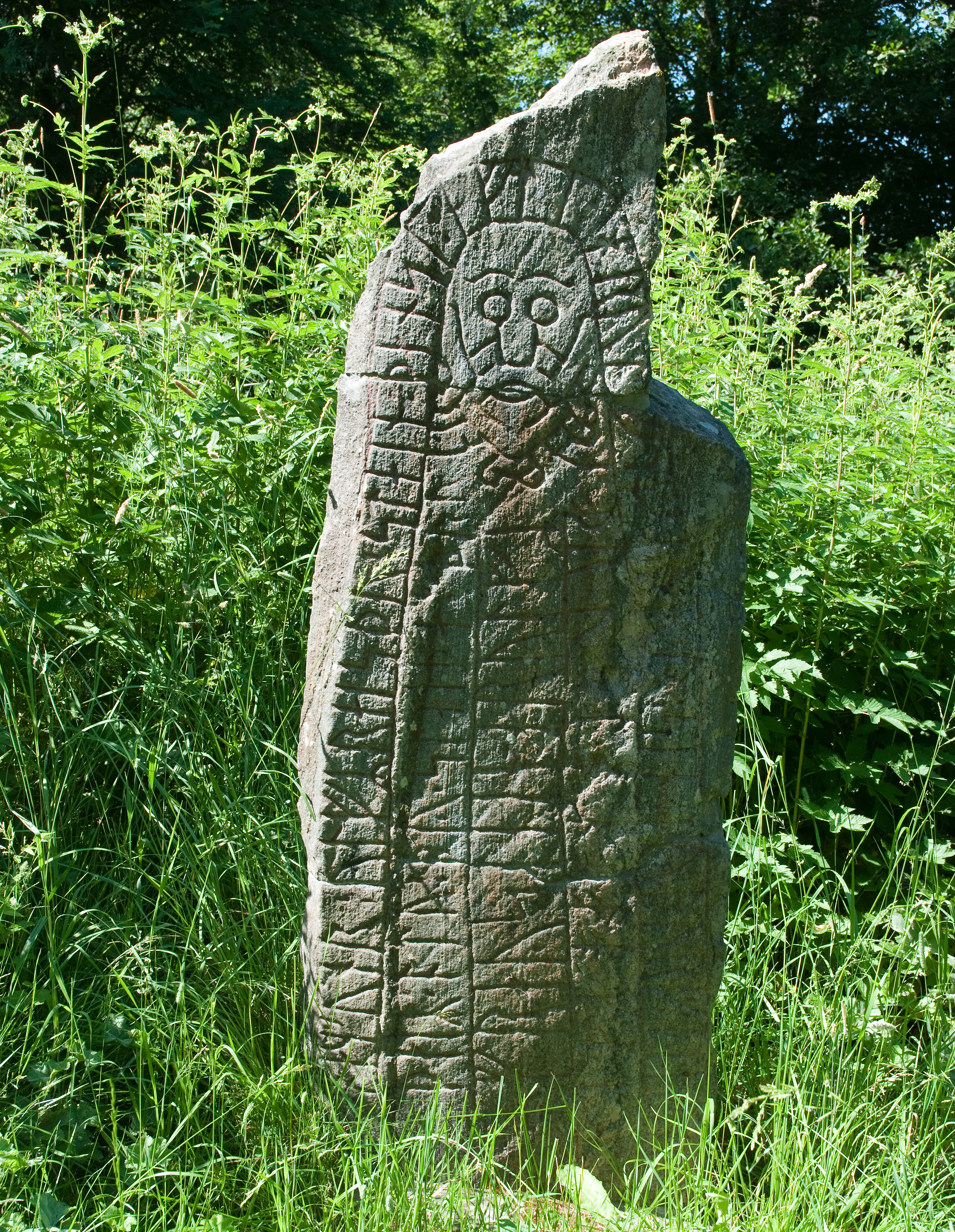
Runenstein von Släbro

Der Runenstein von Släbro (Samnordisk runtextdatabas Sö 367) steht in Släbro bei Nyköping in Södermanland in Schweden. Der Maskenstein wurde 1935 gefunden. 
Der Runenstein aus Gneis ist 1,78 Meter hoch, 0,65 Meter breit und 0,1–0,2 Meter dick. Die Runenhöhe beträgt 7,0 bis 15 Zentimeter. Die Schnitzerei ist mit roter Farbe ausgemalt.

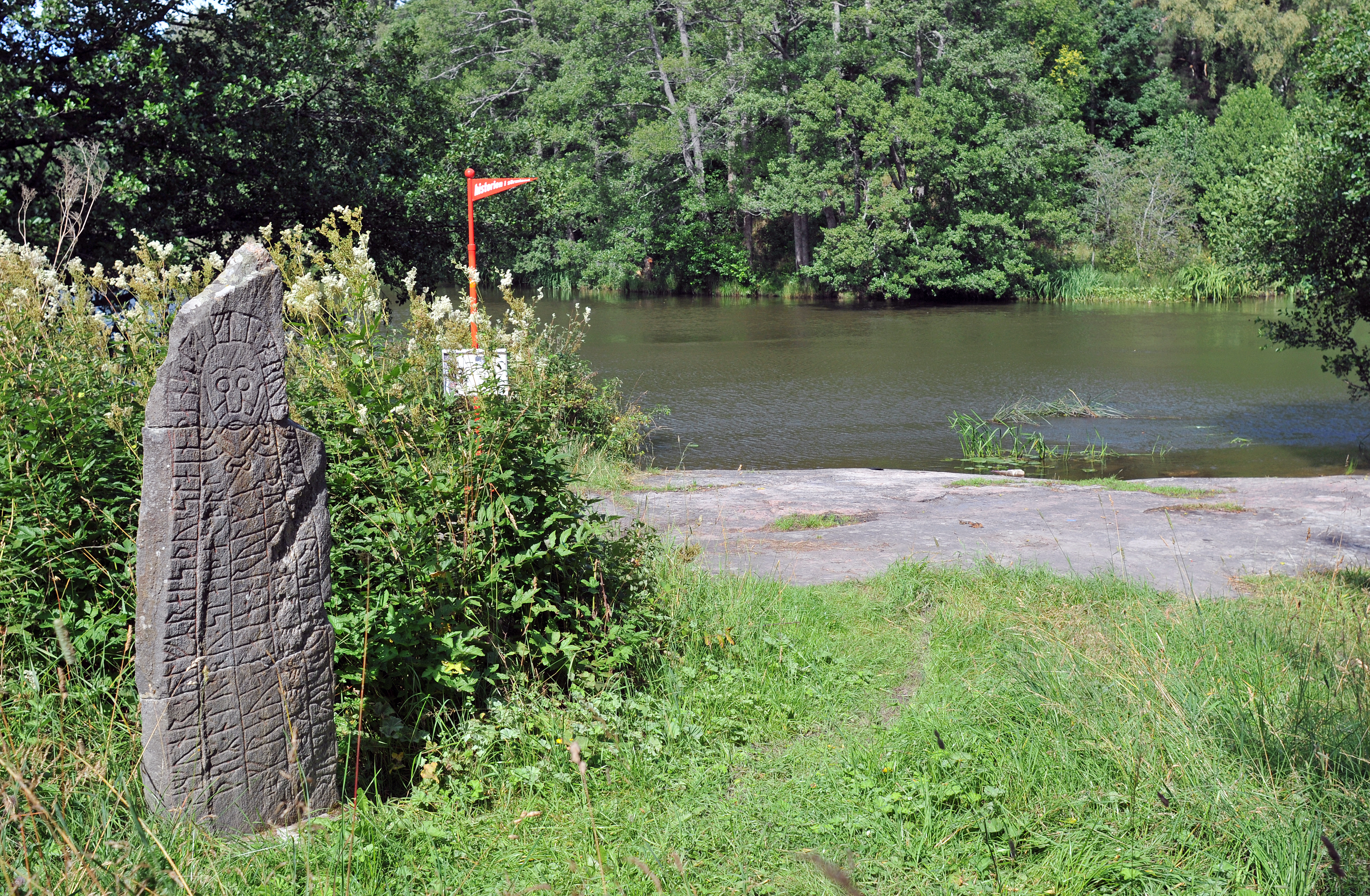
Runenstein nahe der Nyköpingsån

Der Stein ist ungewöhnlich, weil er zusätzlich zum Text ein Gesicht des gleichen Typs wie bei Sö 112 in Kolunda und Sö 167 in Landshammar enthält, das möglicherweise den Gott Thor darstellt. Dem Stein fehlt das christliche Kreuz. Er gilt als eines der ältesten im Südosten von Södermanland.
Der Text lautet: 
Hamundr, Ulfʀ ræisþu stæin þennsi æftiʀ Hrolf, faður sinn, Øyborg at ver sinn. Þæiʀ attu by Sleðabro, Frøystæinn, Hrolfʀ, þrottaʀ þiagnaʀ
Übersetzt:
Håmund (und) Ulv setzten diesen Stein nach Rolv, ihrem Vater, Öborg nach ihrem Ehemann. Sie besaßen das Dorf Släbro, Frösten (und) Rolv (waren) fähige Männer.
Frösten war wahrscheinlich der Bruder von Rolv. Er ist vermutlich derselbe Frösten, der auf dem unmittelbar benachbarten Runenstein Sö 45 erwähnt wird.